# Osmunda lancea
Osmunda lancea là một loài dương xỉ trong họ Osmundaceae. Loài này được Thunb. mô tả khoa học đầu tiên năm 1784.